# هال سميث (لاعب كرة قاعدة)
هال سميث (بالإنجليزية: Hal Smith)‏ هو لاعب كرة قاعدة أمريكي، ولد في 30 يونيو 1902 في كريستون في الولايات المتحدة، وتوفي في 27 سبتمبر 1992 في فورت لودرديل في الولايات المتحدة.

## وصلات خارجية
- هال سميث على موقعبيزبول رفرنس.كوم (الدوري الرئيسي) (الإنجليزية)
- هال سميث على موقعبيزبول رفرنس.كوم (الدوري الثانوي) (الإنجليزية)